# Lost (sezonul 3)
Al treilea sezon al serialului dramatic american Lost a fost lansat în Statele Unite și Canada în data de 4 octombrie 2006 și a luat sfârșit în 23 mai 2007. Sezonul 3 continuă povestea grupului de peste 40 de persoane care au fost izolați pe o insulă din Pacificul de Sud, după ce avionul s-a prăbușit 68 de zile înainte de începerea sezonului. În universul Lost, acțiunea are loc din 28 noiembrie și până în 23 decembrie 2004. Producătorii au susținut că primul sezon este despre prezentarea supraviețuitorilor, al doilea despre buncăr, iar al treilea este despre Ceilalți, un grup de locuitori misterioși ai insulei.